# Perioada Heian
Perioada Heian (平安時代 Heian jidai?, Epoca de pace) este o perioadă din istoria Japoniei, care cuprinde un interval între anii 794 și 1185. Denumirea perioadei provine de la numele capitalei, Heian-kyō (actualmente Kyoto). În această perioadă influența culturii chineze, inclusiv budismul și taoismul, a atins nivelul maxim. Este perioada de înflorire a curții imperiale, remarcată prin dezvoltarea artelor, îndeoasebi a poeziei și literaturii. Cu toate că formal Japonia era condusă de familia imperială, puterea reală o deținea clanul Fujiwara, o familie nobilă (kuge) înrudită cu împărații prin căsătorii. Mamele mai multor împărați proveneau din familia Fujiwara.

## Cultura perioadei Heian

### Evoluția budismului

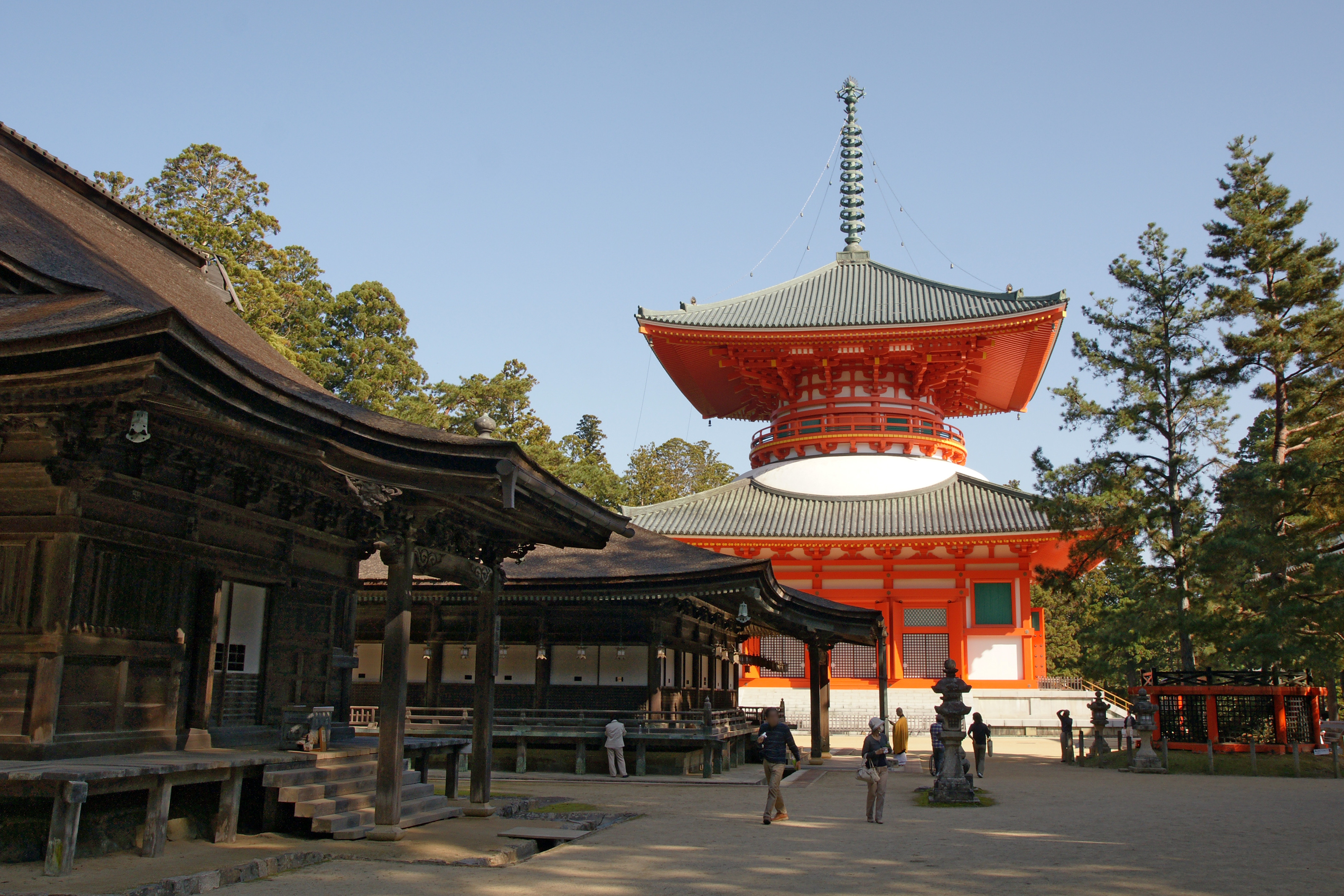
Danjogaran of Mount Kōya. The place is a center of the sacred ground of Shingon.

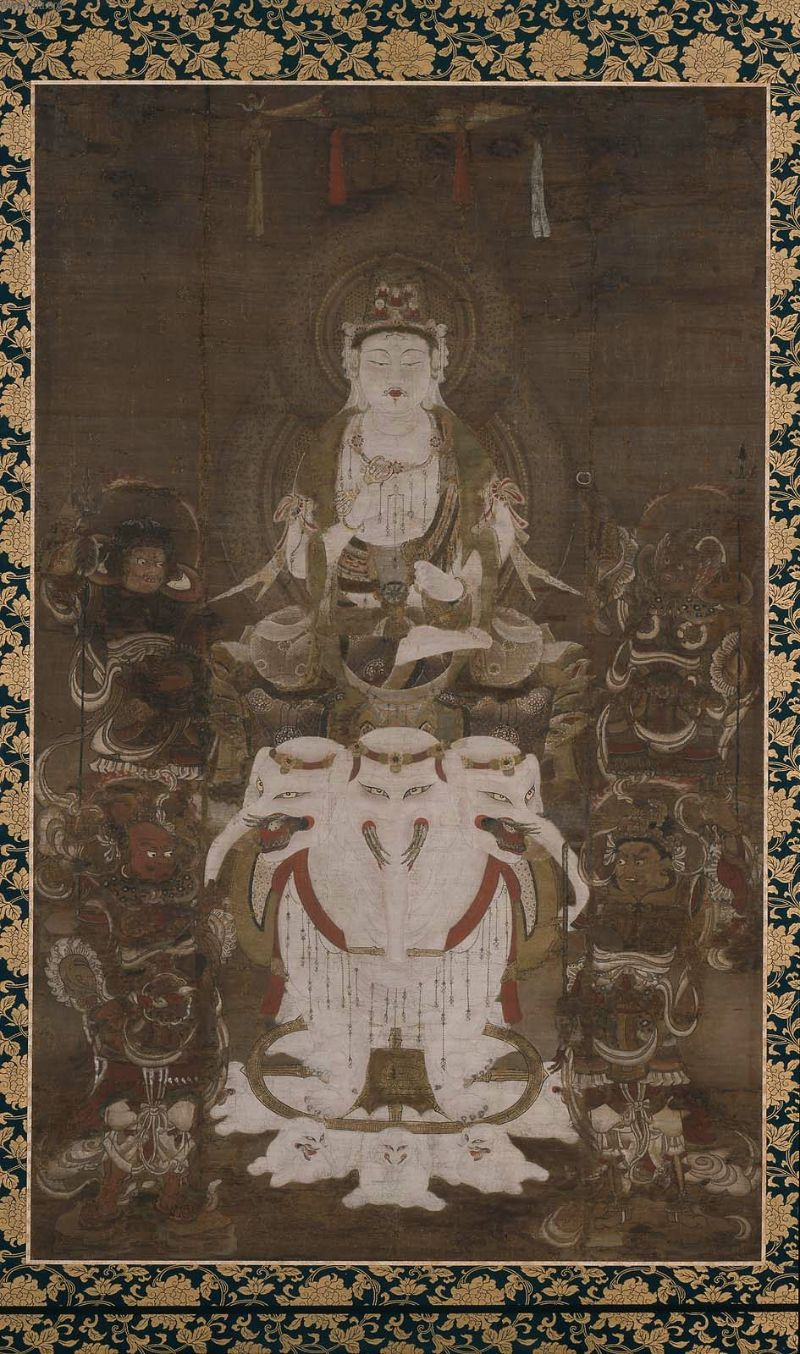
Bodhisattva Fugen Enmei, 12th-century painting on silk, late Heian period.

Standing Komoku Ten (Virupakusa)

În această perioadă a început răspândirea budismului pe teritoriul Japoniei, predominant prin două școli ezoterice: Tendai și Shingon. Învățăturile școlii Tendai au apărut în China (școala Tiantai) și sunt bazate pe Sutra Lotusului, una din cele mai importante sutre ale budismului Mahayana. Introducerea acestor învățături în Japonia se datorează călugărului Saichō. Shingon este varianta japoneză a școlii ezoterice Chen Yen din China și a fost introdusă în Japonia de către câlugărul Kukai. Atât Saicho cât și Kukai au urmărit să întărească legătura dintre stat și religie și să atragă susținerea aristocrației, creând ceea ce se numește „budism aristocratic”. Ca rezultat, s-a format o legătură strânsă dintre complexul monastic al școlii Tendai pe muntele Hiei și curtea imperială din noua capitală situată la poalele muntelui. Unul dintre marii patroni ai școlii a fost însăși împăratul Kanmu. Kukai a obținut simpatia urmașilor împăratului Kanmu atât prin activitatea școlii sale, cât și prin poezie, caligrafie, pictură și sculptură.